# دیوانه (ترانه سیل)
«دیوانه» تک‌آهنگی از خواننده اهل بریتانیا سیل است. از نخستین البوم وی به‌نام سیل (آلبوم) که در سال ۱۹۹۱ منتشر شد.